# Ammothella fistella
Ammothella fistella is een zeespin uit de familie Ammotheidae. De soort behoort tot het geslacht Ammothella. Ammothella fistella werd in 2003 voor het eerst wetenschappelijk beschreven door Lee & Arango. 